# Korjivți, Derajnea
Korjivți (în ucraineană Коржівці) este o comună în raionul Derajnea, regiunea Hmelnîțkîi, Ucraina, formată numai din satul de reședință.

## Demografie
Componența lingvistică a comunei Korjivți
     Ucraineană (98,77%)
     Rusă (1,05%)
     Alte limbi (0,18%)
Conform recensământului din 2001, majoritatea populației comunei Korjivți era vorbitoare de ucraineană (98,77%), existând în minoritate și vorbitori de rusă (1,05%).